# 楊非同
楊非同（1994年8月6日—），中國大陸男藝人。2017年8月，杨非同出演首部影视作品《天团见习生》并正式进入演艺圈。2017年8月24號以zoom超能團成員出道
。
2018年1月與其他四位zoom超能團成員參加愛奇藝偶像男團競演養成類真人秀《偶像練習生》。他以非凡的演唱功力受到關注，最後獲得第28名。2019年，他以踢馆选手身份参加腾讯视频偶像男团竞演养成类真人秀节目《创造营2019》，但未能踢馆成功。

## 團體音樂作品
- 2017年: 英雄电影 Be Unique
- 2017年: 在你身旁

## 影視作品
- 2018年2月3日: 湖南衛視《快樂大本營》 (與偶像練習生中21位成員)
- 2018年: 《天才已出道》 第11、12期 (與ZOOM超能团 & CNK)

## 偶像練習生參賽表現
| 日期          | 集數     | 節目內容                                                                                  |
| 2018年1月19日 | 第一集   | 在節目中與zoom超能團成員首次出場，初始自我評價為等級D                                     |
| 2018年1月26日 | 第二集   | 初登場表演，表演曲目《立》，獲得等級D                                                     |
| 2018年2月2日  | 第三集   | 主題曲《EIEI》考核，再評定成績為等級D                                                     |
| 2018年2月9日  | 第四集   | 組合對抗考核，表演《代號魂鬥羅》，在B組擔任VOCAL兼CENTER，在表演現場獲得124票             |
| 2018年2月16日 | 第五集   | 第一輪排名儀式，以281,012票獲得第49名                                                     |
| 2018年2月23日 | 第六集   | 位置評價考核，選擇DANCE位置並選唱《Me too》歌曲，並擔任隊長                               |
| 2018年3月2日  | 第七集   | 位置評價考核，與如果我是你，我也想成為自己隊伍組員一起演唱《Me too》，在表演現場獲得110票 |
| 2018年3月9日  | 第八集   | 第二輪排名儀式，以1,940,083票獲得第30名                                                   |
| 2018年3月16日 | 第九集   | 主題考核，與Don't Forget隊伍組員一起表演《我永遠記得》，在表演現場獲得7票                 |
| 2018年3月23日 | 第十集   | 第三輪排名儀式，以277,451票獲得第28名，無緣進入總決賽                                     |
| 2018年3月30日 | 第十一集 | 導師合作賽，與偶像KTV隊伍組員和李榮浩合作，一起表演《戒菸》                               |
| 2018年4月6日  | 第十二集 | 總決賽，返場與所有練習生在節目開頭一起表演主題曲《EIEI》                                  |

## 外部連結
- 楊非同的新浪微博